# Župnija Srednja vas v Bohinju
Župnija Srednja vas v Bohinju je rimskokatoliška teritorialna župnija Dekanije Radovljica Nadškofije Ljubljana. Župnijska cerkev v Srednji vasi v Bohinju je posvečena sv. Martinu, škofu.

## Sakralni objekti
- Cerkev sv. Martina, Srednja vas, župnijska cerkev,
- Cerkev Svetega Duha, Ribčev Laz,
- Cerkev sv. Janeza Krstnika, Ribčev Laz,
- Cerkev sv. Marjete, Jereka,
- Cerkev sv. Pavla, Stara Fužina.